# رابسون دا سیلوا
رابسون دا سیلوا (انگلیسی: Robson da Silva؛ زادهٔ ۴ سپتامبر ۱۹۶۴) ورزشکار دو و میدانی اهل برزیل است.